# Pasmo Bukowicy

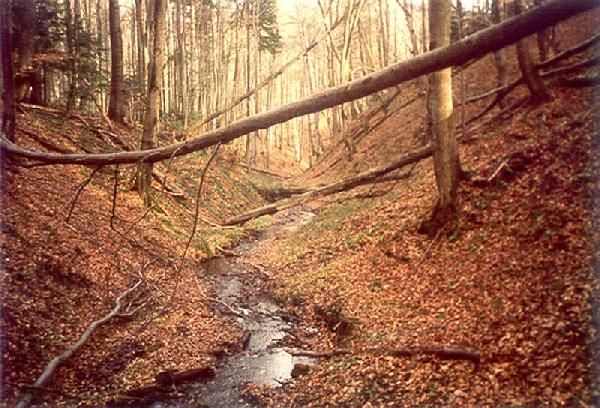
Strumień u podnóży Pasma Bukowicy

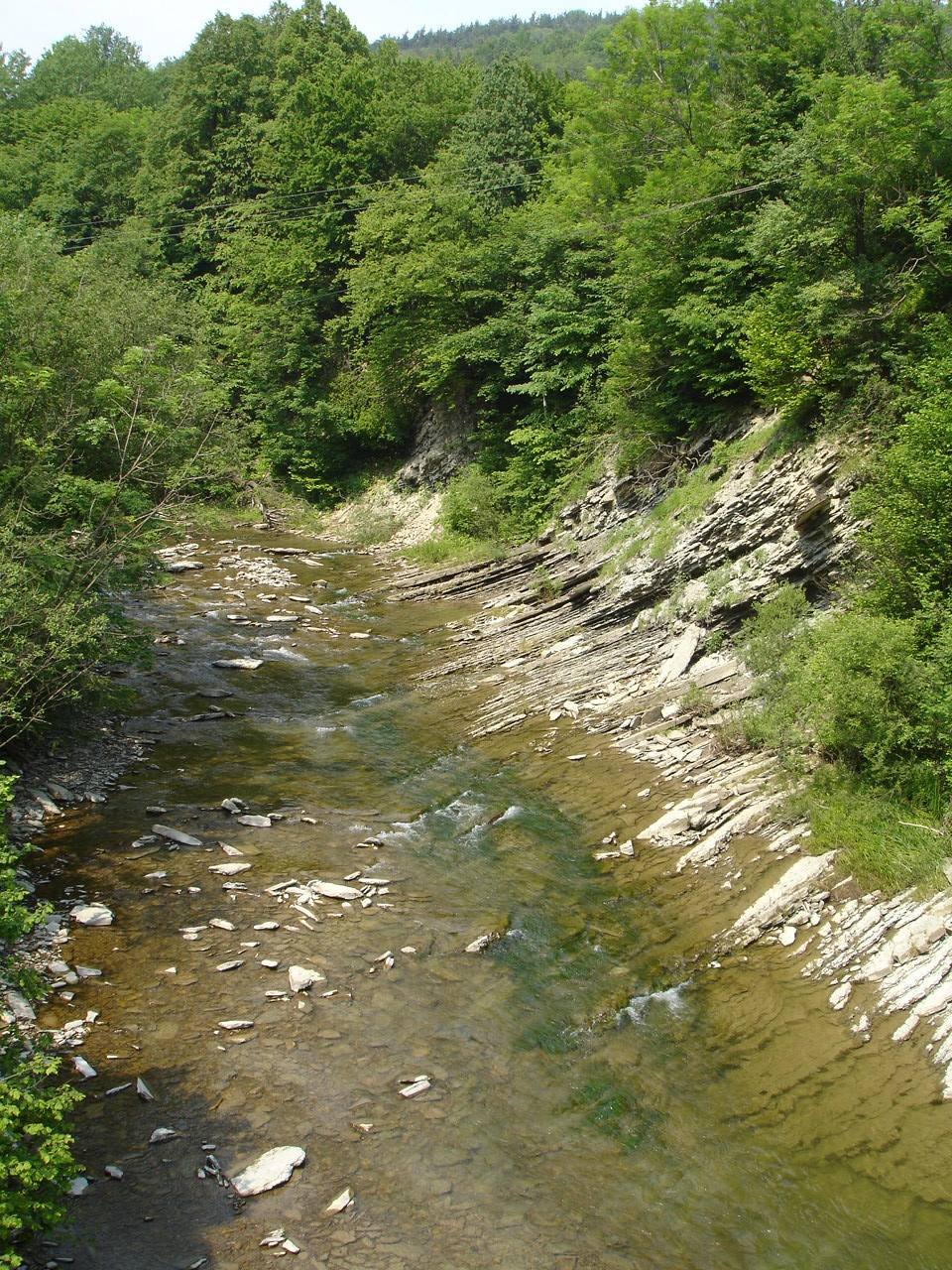
Bukowica część północno-zachodnia, rzeka Wisłok w Puławach

Pasmo Bukowicy – pasmo górskie w północno-wschodniej części Beskidu Niskiego.
Pasmo Bukowicy leży między doliną Wisłoka na zachodzie a doliną Osławy na wschodzie. Właściwe pasmo ciągnie się na długości około 13 km z północnego zachodu na południowy wschód, od doliny Wisłoka w Puławach Dolnych do dolinki potoku Płonka na południe od Karlikowa. W kierunku północnym przedłużeniem pasma jest ramię ze szczytami Polana i Spalony Horbek, schodzące ku dolinie Wisłoka nad wsią Pastwiska. W kierunku południowo-wschodnim geometrycznym przedłużeniem Pasma Bukowicy (w węższym pojęciu) poza doliną Płonki jest pasemko Połońskiego Wierchu (zwanego też Szerokim Łanem) i Rzepedki, długości ok. 6 km, schodzące ku dolinie Osławy w Szczawnem. Natomiast orograficznym przedłużeniem jest przesunięte bardziej na południe i oddzielone od poprzedniego doliną potoku Rzepedka pasemko Kamienia i Długiego Łazu, długości ok. 6,5 km, schodzące nad dolinę Osławicy w Rzepedzi. Całkowita długość pasma (w szerszym rozumieniu) wynosi ok. 23 km, natomiast szerokość od 6 do 9 km.
W kierunku południowo-wschodnim Bukowica przez Osławę graniczy z pasmem Beskidu Lesistego (Bieszczady Zachodnie). W kierunku północnym i północno-wschodnim przechodzi w Pogórze Bukowskie. Na przełomie Wisłoka w Rudawce Rymanowskiej, na stokach ścian Olzy znajduje się największą w polskich Karpatach odkrywka łupków menilitowych.

Najwyższe i najważniejsze kulminacje tego pasma to: 
- Tokarnia (778 m n.p.m.),
- Zrubań (Też: Skibce; 776 m n.p.m.),
- Pańskie Łuki (778 m n.p.m.),
- Kamień (717 m n.p.m.),
- Wilcze Budy (759 m n.p.m.),
- Rzepedka (708 i 706 m n.p.m.),
- Kiczera (640 m n.p.m.).

## Osadnictwo
U podnóża Bukowicy dopiero od II poł. XV wieku zaczęły powstawać wsie, lokowane tylko i wyłącznie na prawie wołoskim. Były to miejscowości Wernejówka, Puławy, Tokarnia, Wola Piotrowa, Karlików, Płonna, Rzepedź, Wisłok Wielki, Przybyszów i Polany Surowiczne. Wsie te okalały wieńcem całe pasmo górskie, większość z nich już nie istnieje.

### Grupy etnograficzne
- Pogórzanie, Dolinianie, Łemkowie

## Turystyka

### Szlaki piesze
- Iwonicz-Zdrój – Rymanów-Zdrój – Puławy – Zrubań (776 m n.p.m.) – Tokarnia (778 m n.p.m.) – Przybyszów – Kamień (717 m n.p.m.) – Komańcza (Główny Szlak Beskidzki - biegnie głównym grzbietem Pasma Bukowicy)

- Kanasiówka (823 m n.p.m.) – Wisłok Wielki – grzbiet Pasma Bukowicy ok. 1 km na północny zachód od szczytu Tokarnia (778 m n.p.m.) – Wola Piotrowa (biegnie w poprzek Pasma Bukowicy)

- Komańcza – Dołżyca – Garb Średni (822 m n.p.m.) – Kanasiówka (823 m n.p.m.) – Moszczaniec – Surowica – Darów – Dział - północny skraj Pasma Bukowicy – Puławy Górne – Spalony Horbek (546 m n.p.m.) - Mymoń – Besko

### Wyciągi narciarskie
- Ośrodek Sportów Zimowych KiczeraSki w Puławach Górnych
- Karlików.

### Baza noclegowa
Gospodarstwa agroturystyczne znajdują się m.in. w miejscowościach: Puławy, Tokarnia, Nagórzany, Nadolany, Nowotaniec, Bukowsko, Wola Sękowa, Wola Piotrowa, Karlików, Płonna, Szczawne, Rzepedź, Wisłok Wielki.